# Béla Mavrák
Béla Mavrák, madžarski tenorist, * 7. april 1966, Baden, Avstrija.

## Življenjepis
Odraščal je v Zrenjaninu v Srbiji. V otroštvu je igral klavir. Po zdravstveni šoli se je vpisal na študij medicine, a ga je med opravljanjem vojaške obveznosti povsem prevzela glasba. Začel je komponirati, po vojski pa ga je pod okrilje vzel prijatelj, profesor glasbe. Na njegovo priporočilo se je leta 1989 vpisal na Beograjsko glasbeno akademijo, kjer je bil njegov mentor tenorist Zvonimir Krnetić. Študij je nadaljeval v Kölnu ter ga leta 1994 končal. 
Živi v Kölnu. Njegov konjiček so ekstravagantni čevlji ter obleke.
Poleg lastne kariere poje v zasedbi Platinasti tenorji v Orkestru Johanna Straussa Andrea Rieua.